# ولجش
ولجش (Wolgash) أو (Vologash) هو ملك حكم الحضر ، تم التعرف عليه من أكثر من 20 نقش من النقوش التي وجدت في مدينة الحضر، وحكم تقريبا من 140 إلى 180 ميلادي . وكان ابن الحاكم  ناشرو Naṣru الذي حكم قبله من 128 إلى 140. كان من أوائل حكام الحضر الذين أطلقوا على أنفسهم اسم mlk (الملك) مع احتفاظه بلقب مري mry'  (السيد). هذا اللقب كان يطلق على أخيه سنطروق الأول. ومن غير الواضح ما إذا كان كل من سنطروق الأول وأخيه ولجش قد حكما في نفس الوقت أو أن ولجش خلف أخاه سنطروق الأول، كان خلفه أخيه أو ابن أخيه عبدسميا (Abdsamiya).